# Pagoda Peak, Antarktis
Pagoda Peak är en bergstopp i Antarktis. Den ligger i Östantarktis. Nya Zeeland gör anspråk på området. Toppen på Pagoda Peak är 3 048 meter över havet, eller 414 meter över den omgivande terrängen. Bredden vid basen är 2,0 km.
Terrängen runt Pagoda Peak är kuperad åt nordost, men åt sydväst är den bergig. Trakten är obefolkad. Det finns inga samhällen i närheten.